# Partit Progressista Martiniquès
El Partit Progressista Martiniquès (en francès Parti Progressiste Martiniquais, PPM) és un partit polític de Martinica d'orientació autonomista. Fou creat el 22 de març de 1958 per l'escriptor Aimé Césaire i els seus companys Pierre Aliker, Aristide Maugée i Georges Marie-Anne, que el 1956 adreçaren una carta al secretari general del Partit Comunista Francès, Maurice Thorez, donant-se de baixa del partit. L'article 3 dels estatuts del partit el defineixen com a nacionalista, democràtic i anticolonialista, inspirat per l'ideal socialista.

## Història
En 1958, durant la creació del partit, Aimé Césaire presentà un informe titulat "Pour la transformation de la Martinique en région dans le cadre d'une union française fédérée". A la convenció de fundació, va dir en el seu discurs El Partit Progressista de Martinica podria proposar la transformació dels departaments d'ultramar en regions federals. Si ho fem, hem aconseguit combinar el nostre desig de seguir col·laborant amb França i ser bons martiniquesos. El 1964 va obtenir el 50% dels vots al Consell General de Martinica i Césaire esdevingué diputat a l'Assemblea Nacional Francesa i alcalde de Fort-de-France fins a 1988.
En el Tercer Congrés del Partit, el 12 i 13 d'agost de 1967, el PPM va adoptar un programa autonomista. El 1973 Aimé Césaire pronuncià després del fracàs de la Convenció Autonomista de Le Morne-Rouge el cèlebre "Discours des trois voies et des cinq libertés". Tenint en compte aquest revés s'imposava una nova estratègia. Aimé Césaire considerà que la consigna de l'autonomia no obtenia l'adhesió de la majoria, raó per la qual havia d'adaptar-se a les exigències dels nous temps i treballar per a promoure el desenvolupament econòmic.
El lema autonomista fou reafirmat en el Vuitè Congrés del PPM de juliol de 1979. L'autonomia per a la Nació Martiniquesa etapa de la història del poble de Martinica en lluita després de tres segles per la seva emancipació final.
El 29 de maig de 1981, Aimé Césaire declarà davant l'alcaldia de Fort-de-France el famós Discurs de la Moratòria pel que fa a la situació jurídica de l'illa. A les eleccions regionals de Martinica de 1982 va obtenir el 27,65% dels vots i 12 diputats de 41. Per a les eleccions de 1986, però, formà part de la coalició Union de la Gauche amb socialistes i comunistes, que va obtenir el 41,34% dels vots i 21 diputats. Repetí la coalició a les eleccions de 1990, que va obtenir el 32,80% dels vots i 14 escons, mentre que a les eleccions de 1998 es presentà en solitari i va obtenir 9 escons.
Durant el 17è Congrés del PPM, l'octubre de 2005, Aimé Césaire i Pierre Aliker abandonaren el lideratge del partit i passar el testimoni a la pròxima generació. Serge Letchimy va ser elegit nou president de PPM.

## Presència institucional
El març de 2006 va patir l'escissió del Reagrupament Democràtic Martiniquès (RDM) de Claude Lise, cosa que el va deixar amb una presència pública molt delmada. Des de 2008 compta amb un diputat a l'Assemblea Nacional Francesa (Serge Letchimy), 10 consellers generals (Catherine Conconne, Patrick Flériag, Johnny Hajjar, Rodolphe Désiré, Raphaël Séminor, Christian Edmond-Mariette, Jean-Claude Ecanvil, Jean-Michel Jean-Baptiste, Félix Ismain i Fred Lordinot), un conseller regional (Daniel Robin) i 5 alcaldes: Serge Letchimy (Fort-de-France), Rodolphe Désiré (Le Marin), Louis Crusol (Sainte-Luce), Jean-Claude Ecanvil (Le Carbet) i Félix Ismain (Bellefontaine).

## Resultats electorals

### Eleccions legislatives
| Any  | 1a volta | 1a volta | 2a volta | 2a volta | Escons | Pos. | Govern            |
| Any  | Vots     | %        | Vots     | %        | Escons | Pos. | Govern            |
| ---- | -------- | -------- | -------- | -------- | ------ | ---- | ----------------- |
| 1958 | 22.483   | 39,42    | 7.411    | 17,53    | 1 / 3  | 1r   | Oposició          |
| 1962 | 13.671   | 28,29    | 22.661   | 52,03    | 1 / 3  | 2n   | Oposició          |
| 1967 | 17.120   | 20,27    |          |          | 1 / 3  | 2n   | Oposició          |
| 1968 | 15.907   | 20,13    |          |          | 1 / 3  | 2n   | Oposició          |
| 1973 | 18.126   | 20,19    |          |          | 1 / 3  | 2n   | Oposició          |
| 1978 | 21.460   | 21,13    |          |          | 1 / 3  | 2n   | Oposició          |
| 1981 | 17.039   | 26,51    | 20.965   | 25,47    | 1 / 3  | 2n   | Oposició          |
| 1986 | 56.044   | 51,18    |          |          | 1 / 4  | 1r   | Oposició          |
| 1988 | 25.367   | 31,03    | 12.815   | 15,23    | 2 / 4  | 1r   | Oposició          |
| 1993 | 20.613   | 20,70    | 25.358   | 21,79    | 1 / 4  | 2n   | Oposició          |
| 1997 | 21.467   | 23,02    | 20.937   | 18,05    | 1 / 4  | 2n   | Oposició          |
| 2002 | 8.269    | 9,89     | 13.184   | 14,64    | 0 / 4  | 4t   | Extraparlamentari |
| 2007 | 16.358   | 16,70    | 28.387   | 24,91    | 1 / 4  | 3r   | Oposició          |
| 2012 | 20.572   | 21,90    | 37.588   | 34,14    | 1 / 4  | 1r   | Oposició          |
| 2017 | 20 572   | 21,90    | 37 588   | 34,14    | 1 / 4  |      | Oposició          |
| 2022 | 9.039    | 14,56    | 7.813    | 10,72    | 1 / 4  | 3r   | Oposició          |
| 2024 | 6.626    | 7,35     | 8.541    | 9,22     | 0 / 4  | 3r   | Extraparlamentari |